# 최고은 (가수)
최고은(1983년 11월 21일~ )은 대한민국의 싱어송라이터이다. 2010년에 EP 앨범 《 36.5'C 》로 데뷔했다.
초등학교 3학년 때부터 고 3때까지 황승옥 명창에게서 가야금병창을 배웠다. 서울대 국악과 판소리 전공 입시에서 떨어지면서 소리를 그만뒀다. 이후 서강대학교 불어불문학과에 진학한 그녀는 여성학을 복수전공하며 교내 중앙록밴드 광야에서 보컬로 활동하기도 했으며, 통기타를 치게 되면서 어쿠스틱으로 전향했다.
많은 곡들의 가사를 영어로 썼다.
2012년 독일 음반사 ‘송즈 앤 위스퍼스(Songs & Whispers)’가 최고은을 초청하여 12월 14일(현지시각)부터 2013년 1월 6일까지 독일과 네덜란드, 벨기에를 오가며 23회에 걸쳐 공연을 마쳤다. 이 공연은 ‘송즈 앤 위스퍼스’가 주최하는 라이브 시리즈로, 지난 2009년부터 세계의 인디 음악을 발굴해 유럽에 소개해온 무대다.
2013년 일본 후지티비가 주최주관 한 아시아 4개국(한국, 일본, 대만, 인도네시아) 싱어송라이터들의 경합 프로그램인 ' Asia Versus'에서 최종우승을 했다.
2014년, 2015년 2회 연속 영국 글래스톤베리 페스티벌무의 공식초청을 받아 무대에 섰다.

## 음반 목록
정규
- 2014: 《I Was, I Am, I Will》

EP
2017: 《Nomad Syndrome》
- 2010: 《최고은 1st EP》
- 2011: 《Good Morning》
- 2013: 《Real》
- 2016: 《XXXY》

싱글
2016 : 《the whereabouts of love》
- 2012: 《My Christmas Is You》